# تخریب (بازی ویدئویی)
تخریب (به انگلیسی: Teardown) یک بازی سندباکس، پازل و اکشن است که توسط توکسیدو لبز ساخته و منتشر شده‌است. بازی دارای مرحله‌هایی است که به‌طور کامل از واکسل-های تخریب‌پذیر ساخته شده‌اند. هر مأموریت دارای مجموعه‌ای از اهداف است که در عرض یک دقیقه تکمیل می‌شود. در مرحلهٔ راه اندازی، که محدودیت زمانی ندارد، می‌توان با تغییر شکل‌دادن به دنیای بازی، مسیری برای تکمیل این اهداف در سریع‌ترین زمان ممکن ایجاد کرد.
تخریب از یک موتور بازی اختصاصی توسعه یافته توسط دنیس گوستافسون استفاده می‌کند که به همراه امیل بنگتسسون از آن برای چندین نمونهٔ اولیهٔ بازی استفاده کردند. گوستافسون پس از تصمیم‌گیری بر روی فرمت دو قسمتی سرقت، بازی را با نام تخریب (به انگلیسی: Teardown) در اکتبر ۲۰۱۹ معرفی کرد. در اکتبر ۲۰۲۰ به‌عنوان یک عنوان دسترسی اولیه در دسترس قرار گرفت و با بازخوردهای مثبتی روبرو شد.

## گیم‌پلی بازی
تخریب یک بازی سندباکس با عناصر پازل و اکشن است. بازیکن نقش مالک Löckelle Teardown Services را بر عهده می‌گیرد، شرکتی که بدهی زیادی دارد و باید کارهای مشکوکی را برای تأمین مالی انجام دهد. بازیکن می‌تواند آزادانه در پنج سطح جهان‌باز بازی که کاملاً از واکسلهای تخریب‌پذیر ساخته شده‌اند حرکت کند. به آن‌ها یک یا چند هدف داده می‌شود - مانند تخریب یا سرقت اشیاء خاص، یا تخریب یک ساختمان - که برخی از آن‌ها مورد نیاز و برخی دیگر اختیاری هستند. در قسمت اول بازی، بیست مأموریت با مجموعه اهداف مختلف وجود دارد. هر سازه‌ای را می‌توان با استفاده از مجموعه‌ای معین از ابزارها از جمله پتک، بمب و تفنگ ساچمه‌ای تخریب کرد، در حالی که سایر سازه‌ها را می‌توان با استفاده از تخته‌ها برپا کرد. ابزارهای بیشتر در طول گیم‌پلی باز می‌شوند، در حالی که ابزارهای از قبل به‌دست‌آمده را می‌توان با استفاده از پول به‌دست‌آمده از جمع‌آوری اشیاء قیمتی پراکنده در سطوح ارتقا داد. اسپری می‌تواند به‌علامت‌گذاری مسیرها یا نقاط دیدنی کمک کند، در حالی که یک کپسول آتش‌نشانی می‌تواند آتش را خاموش کند. وسایل نقلیهٔ سواری - مانند کامیون‌ها، جرثقیل‌ها، بیل‌های مکانیکی‎ و قایق‌ها - در داخل سطوح قرار می‌گیرند و همچنین می‌توانند از بین بروند. مواد منفجره مانند مخازن پروپان در برخی سطوح یافت می‌شود. هدف نهایی این است که بازیکن یک مسیر کارآمد ایجاد کند که به او اجازه دهد اهداف را در سریع‌ترین زمان ممکن انجام دهد.
راه‌اندازی اولیه محدودیت زمانی ندارد. هنگامی که زنگ هشدار با سرقت اولین آیتم یا شروع یک آتش‌سوزی فعال می‌شود، یک تایمر ۶۰ ثانیه‌ای شروع می‌شود. در این بازهٔ زمانی، بازیکن باید تمام اهداف مورد نیاز را تکمیل کند و به وسیلهٔ نقلیهٔ «فرار» برسد. عدم انجام این کار منجر به باخت بازیکن می‌شود. مأموریت‌ها را می‌توان مجدداً راه‌اندازی کرد یا پیشرفت قبلی را از یک بازی ذخیره‌شده بارگیری کرد. برخی از سطوح، شمارش معکوس را با یک توالی فرار جایگزین می‌کنند که در آن بازیکن توسط یک هلیکوپتر مسلح تعقیب می‌شود. در حالت جداگانهٔ «سندباکس»، بازیکن می‌تواند سطوح باز شده را بدون هدف، آزمایش کند. سطوح و ساختارهای سفارشی را می‌توان با استفاده از برنامهٔ «مجیکا واکسل»، مدل‌سازی کرد و به بازی وارد کرد. این بازی همچنین شامل یک ویرایشگر مرحله و ادغام با کارگاه استیم است.

## توسعه و انتشار
تخریب، توسط "Tuxedo Labs"، استودیوی بازی‌سازی مستقل "دنیس گوستافسون"، برنامه‌نویس سوئدی، توسعه یافته‌است. گوستافسون قبلاً با شرکت‌هایی درگیر بود که میان‌افزاری برای فیزیک بازی‌ها توسعه می‌دادند. او به‌همراه "هِنریک جوهانسون"، استودیوی بازی‌سازی Mediocre را در سال ۲۰۱۰ تأسیس کرد، جایی که آن‌ها روی بازی‌هایی مانند Smash Hit و PinOut کار کردند. پس از تعطیل کردن Mediocre در سال ۲۰۱۷، گوستافسون شروع به کار بر روی فناوری برای محیط‌های تخریب‌پذیر با استفاده از واکسل کرد، ایده‌ای که مدتی به دنبالِ دنبال‌کردن آن بود. پیاده‌سازی واکسل‌ها آسان‌تر به نظر می‌رسید؛ زیرا چند ضلعی‌های منظم به هندسه دلخواه با تشخیص برخورد بسیار پیچیده منجر می‌شدند. او با الهام از مجیکا واکسل، فناوری واکسل را در کنار ردیابی اشعه بلادرنگ پیاده‌سازی کرد که سادگی صحنه‌های مبتنی بر واکسل این امکان را فراهم کرد. گوستافسون متعاقباً یک موتور بازی اختصاصی ایجاد کرد که هر دو جنبه را یکپارچه کرد. در طول توسعه، گوستافسون در اجرای تنش با مشکلاتی مواجه شد و در نهایت با مشکل آشتی کرد و به جای آن، فناوری پیرامون آن را طراحی کرد.
پس از ایجاد موفقیت‌آمیز سندباکس واکسل، او در کنار طراح سابق Mediocre ,Emil Bengtsson برای ایجاد مفاهیم بازی که از این فناوری استفاده می‌کرد، کار کرد. چندین ایده مطرح شد، با یک بازی رانندگی که در آن بازیکن به داخل اشیاء رانندگی می‌کرد و آن‌ها را واژگون می‌کرد، شروع شد. این مفهوم نامطلوب به نظر می‌رسید زیرا تخریب صرفاً به‌عنوان یک اثر به جای بخشی از گیم‌پلی استفاده می‌شد. چندین نمونهٔ اولیه بازی مخفی‌کاری در طول چند ماه دنبال شد، اما گوستافسون و بنگتسسون نتوانستند گیم‌پلی مخفی‌کاری بسازند که در آن دشمنان نسبت به صدای نابودی بازیکن حساس نبودند. یکی از نمونه‌های اولیه بازی بقا که مورد بررسی قرار گرفت، عنکبوت‌های غول‌پیکر را نشان می‌داد، اما گوستافسون و بنگتسسون معمولاً از استفاده از دشمنان راضی نبودند، زیرا باعث اختلال در گیم‌پلی مخرب می‌شدند. در نهایت، گوستافسون و بنگتسسون با مفهوم دزدی بازی کردند و از بازیکن خواستند مجموعه‌ای از اشیاءِ از پیش تعریف‌شده را بدزدد. وظیفه در آن مفهوم، بسیار پیشِ پا افتاده تلقی می‌شد، در حالی که ابزارهای محدود و استفاده از حافظه پنهان بسیار محدودکننده به‌نظر می‌رسید. هفت ماه پس از توسعه، پس از اینکه این دو نتوانستند به یک نوع گیم‌پلی مورد علاقه دو طرف برسند، Bengtsson پروژه را در اوایل سال ۲۰۱۹ ترک کرد. گوستافسون بیشترِ این فناوری را به‌تنهایی آزمایش کرد و از کنار گذاشتن کارهایی که قبلاً در آن انجام داده بود، خودداری کرد. وی اظهار داشت که یافتن توجیهی برای تخریب احتمالی در بازی بدون توسل به بازی شوتر یا به‌طور کلی گیم‌پلی خشن دشوار است.
گوستافسون پیشرفت فناوری خود را از طریق توییتر به اشتراک گذاشت که از سال ۲۰۱۸ شروع شد. گیم‌پلی اولیه‌ای که نظرات اولیه‌ای را ارائه کرد، بعداً توسط Bluedrake42 در YouTube منتشر شد. در آگوست ۲۰۱۹، گوستافسون اعلام کرد که یک بازی از این فناوری ایجاد خواهد کرد. او ساختار دزدی دو قسمتی را ارائه کرد که به گفته او «با تمام محدودیت‌ها (یا فقدان آن‌ها) که یک محیط کاملاً تخریب‌پذیر impose [کذا]، در حالی که هنوز یک چالش جالب را ارائه می‌دهد." در فاز دوم سازه، گوستافسون چندین روش را برای اعمال محدودیت زمانی سنجید - مانند تعیین سطح در غاری که به آرامی زیر آب می‌رود - و در نهایت با شمارش معکوس ساده ثابت شد. سطوح اولیه‌ای که او برای این مفهوم طراحی کرد، راهروهای طولانی و مستقیمی بود که بازیکن برای به‌دست‌آوردن یک آیتم از آن‌ها عبور می‌کرد، سپس به همان مسیر برمی‌گشت تا به وسیلهٔ نقلیهٔ "فرار" برسد. پس از پیوستن مجدد Bengtsson به پروژه، آن دو متوجه شدند که بازی زمانی که چندین هدف را در یک جهان باز غیر خطی به نمایش می‌گذارد، بسیار بهتر بازی می‌کند که به طرح نهایی تبدیل شد.
این بازی که اکنون "تخریب" ("Teardown") نام دارد، در ۱ اکتبر ۲۰۱۹ معرفی شد. این اعلامیه با انتشار یک همراه بود خرید ویدئو، یک وب‌سایت، و یک آماده‌سازی استیم ورود نمای. به‌روزرسانی‌های بعدی توسعه توسط Gustafsson، وضعیت آب‌وهوای پویا، وسایل نقلیه و سطوح بیشتر و سایر محتوای اضافه‌شده را مستند کرد. گوستافسون و بنگتسسون با Kabi Jedhagen, Niklas Mäckle, Olle Lundahl و Stefan Jonsson که طراحی و هنر بیشتری ارائه کردند، همکاری کردند. موسیقی و تمام کردن صدا طراحیشده توسط داگلاس Holmquist، که در بسیاری از بازی‌های Mediocre در در نوامبر ۲۰۱۹ قبل از پیوستن به این پروژه تمام‌وقت در فوریه ۲۰۲۰ کار کرده بود، با شروع تشکیل شده‌بود. برای هر یک از هفت مادهٔ پردازش‌شده توسط موتور بازی (چوب، فلز، شیشه، پلاستیک، سنگ‌تراشی، شاخ و برگ و خاک)، Holmquist صداهای ضربه‌ای و شکستگی را در سه اندازه و با تغییرات متعدد در هر اندازه ایجاد کرد. او همچنین صدای جیر جیر حلقه‌ای را برای اتصالات فلزی و چوبی ایجاد کرد. فولی برای هر ماده به همراه ماتیاس شلگل، مهندس صدا و دوست هولمکوئیست ضبط شد. صداهای بیشتر توسط Holmquist برای یک تفنگ ساچمه‌ای (با استفاده از Benelli M4)، یک تفنگ دستی (با Colt M1911)، وسایل نقلیه و محیط ساخته‌شد. در طول توسعه، صداهای استفاده نشده‌ای که او برای Smash Hit ایجاد کرده‌بود، به عنوان متغیرهایی بازیافت شدند.
تخریب دوباره در تریلر نمایش‌داده‌شده در Gamescom: Opening Night Live در اوت ۲۰۲۰ آشکار شد. این بازی قرار بود بعداً در سال ۲۰۲۰ به عنوان یک عنوان دسترسی اولیه برای مایکروسافت ویندوز در اکتبر ۲۰۲۰ منشر شود، گوستافسون این تاریخ انتشار را ۲۹ اکتبر ۲۰۲۰ رسمی کرد و بازی را طبق برنامه در دسترس قرار داد. مرحلهٔ دسترسی اولیه تقریباً یک سال طول می‌کشید و بسته به بازخورد بازیکن تغییر می‌کرد. نسخهٔ اولیه شامل یک قسمت از بازی بود که قسمت دوم از ژانویه ۲۰۲۱ در حال توسعه بود. موسیقی متن قسمت ۱ بازی با استفاده از Minimoog Model D، Fender Jaguar , Fender Deluxe Reverb , Fender Jazz Bass , Neumann TLM-103، Neumann KM-184، Shure SM57، Shure BETA57A, Korg SV-2 Pork، ساخته شده‌است. کمر، کیت‌درام Rogers 70 و Logic Pro X. این توسط Holmquist به همراه Andreas Baw در درام اجرا شد و توسط Håkan Åkesson در استودیو Nutid اجرا شد. موسیقی متن قسمت ۱ از طریق Bandcamp در ۱ دسامبر ۲۰۲۰ منتشر شد.

## پذیرایی
در مرحلهٔ دسترسی اولیه، ا نقدهای مثبتی دریافت کرد. گراهام اسمیت از Rock Paper Shotgun مکانیک‌های تخریب واکسل تخریب و ارزش ذاتی آن‌ها در گیم‌پلی بازی را تحسین کرد، با توجه به اینکه فناوری برتر از بازی‌های قبلی مانند Red Faction: Guerrilla است. GameStar's Christian Just رویکرد سندباکس بازی برای تخریب سطح و سطح جزئیات فناوری را ستود. Rick Lane از Bit-Tech پازل‌های بازی را «پایان بسیار باز و در عین حال به زیبائی چالش‌برانگیز» نامید. اسمیت این بازی را به‌دلیل استفاده از سیوهای سریع که توسط اندی کلی از PC Gamer تکرار شد، «به ندرت خسته‌کننده» نامید. اسمیت همچنین تکمیل موفقیت‌آمیز یک سطح را در ۶۰ ثانیه، پس از صرف یک ساعت برنامه‌ریزی مسیر، به‌عنوان «پاداش عظیم» در نظر گرفت. به همین ترتیب، ناتان گریسون از Kotaku اظهار داشت که «احساس شگفت‌انگیزی» برای تکمیل یک سطح با زمان کمی باقی مانده‌است. کانر شریدان از GamesRadar+ موسیقی بازی را «صاف» می‌دانست. لین خاطرنشان کرد که سبک بصری «باعظمت» بود. یوروگیمر رابرت نحوه خرید اظهار داشت که او از وجود یک داستان شگفت‌زده شد.
در دسامبر ۲۰۲۰، Shacknews بازی تخریب را به عنوان بهترین بازی دسترسی اولیه آن سال معرفی کرد. کریس جرارد از این سایت خاطرنشان کرد که این بازی "به دلیل قدرت طراحی باز و جلوه‌های بصری فوق‌العاده خود برتر است". سردبیران Rock Paper Shotgun از این بازی به‌عنوان یکی از بازی‌های مورد علاقهٔ خود در سال ۲۰۲۰ نام بردند. این بازی برندهٔ جایزه "تعالی در طراحی" و نامزد " جایزه بزرگ Seumas McNally " در جشنوارهٔ بازی‌های مستقل ۲۰۲۱ شد. در استیم، تخریب یکی از پرفروش‌ترین بازی‌ها در اولین روز انتشار با دسترسی اولیه بود. از بیش از ۱۸۰۰ بررسی توسط بازیکنان، ۹۶٪ مثبت بودند، که نشان دهنده استقبال "بسیار مثبت" است. بازیکنان با استفاده از مکانیک‌های درون بازی، و همچنین مادها و سطوح سفارشی بازی، هنر خلق کردند.
فقط احساس کردم که، علی‌رغم توانایی فنی‌اش، بازی فاقد محتوای متفاوت است و پس از یک «اثر عجب» اولیه، احساس «بی‌جان و کسل‌کننده» به آن می‌دهد. او دنیای بازی را «به طرز عجیبی سرد و خالی» نامید و در ادامه به عدم بهینه‌سازی درک‌شده اشاره کرد. اسمیت از برخی تعاملات غیردقیق بین عناصر بازی انتقاد کرد، مانند برخورد بازیکن با لبه‌های شیء «پرگل» یا ساختارهای بزرگ و نیمه تخریب شده که به دلیل کمبود تنش توسط واکسل‌های بسیار کمی پشتیبانی می‌شوند.